# Référendum sur la monarchie rwandaise
Un référendum sur la monarchie a eu lieu au Rwanda le 25 septembre 1961, en même temps que les élections législatives. Le référendum a posé deux questions : si la monarchie devait être conservée après l'indépendance l'année suivante, et si le titulaire, Kigeli V, devait rester roi.
Le résultat a été un «non» aux deux questions pour 80% des électeurs, avec un taux de participation de 95%. Le roi Kigeli V a dénoncé un vote truqué.

## Issue du référendum

### Première question
- "La monarchie rwandaise doit-elle être préservée ?"

Résultats des votes :
| Choix                                                | Votes     | %     |
| ---------------------------------------------------- | --------- | ----- |
| Pour                                                 | 253 963   | 20.15 |
| Contre                                               | 1 006 339 | 79,85 |
| Votes invalides / blancs                             | 14 329    | -     |
| Total                                                | 1 274 631 | 100   |
| Électeurs inscrits / participation                   | 1 337 342 | 95,31 |
| Source: Base de données sur les élections africaines |           |       |

### Deuxième question
- "Est ce que le roi Kigeli V doit rester roi du Rwanda ?"

Résultat des votes :
| Choix                                                | Votes     | %     |
| ---------------------------------------------------- | --------- | ----- |
| Pour                                                 | 257 510   | 20,40 |
| Contre                                               | 1 004 655 | 79,60 |
| Votes invalides / blancs                             | 11 526    | -     |
| Total                                                | 1 273 691 | 100   |
| Électeurs inscrits / participation                   | 1 337 342 | 95,24 |
| Source: Base de données sur les élections africaines |           |       |